# فریدون صدیقی (مجسمه‌ساز)
فریدون صدیقی (زادهٔ ۳۰ خرداد ۱۳۱۵ – درگذشتهٔ ۱۵ اردیبهشت ۱۳۹۹) مجسمه‌ساز ایرانی و فرزند ابوالحسن صدیقی بود.

## زندگی‌نامه
فریدون صدیقی در ۳۰ خرداد ۱۳۱۵ در محله عین الدوله خیابان ایران چشم به جهان گشود. پدرش ابوالحسن‌خان صدیقی نوه رضا صدیق الدوله بود که از شاگردان کمال الملک در نقاشی و مجسمه‌سازی بود که پدر مجسمه‌سازی ایران لقب گرفت و مادرش قدرت السادات میرفندرسکی بود که اصل و نسب وی به میرفندرسک حکیم و عارف بزرگ می‌رسید. قبل از فریدون خواهر بزرگترش بنام نوین دخت و بعد از فریدون دو خواهر دیگرش بنام نوشین دخت و زرین دخت و تنها برادرش بنام فرهاد متولد شدند. پدرش به هنر و زندگی عشق می‌ورزید، او مردی به تمام معنا خود ساخته و انسانی والا و همسری فداکار بود و همیشه بین فرزندانش تعادل را بر قرار می‌کرد. تعلیم و تربیت فرزندان به عهده مادر بود و پدر فقط نگهدارنده زنبیل زندگی بود. با وجود اینکه خانواده در مضیقه مالی بودند ولی فرزندان به بهترین مدارس آن زمان فرستاده شدند. فریدون دوران ابتدایی را در دبستان عجم در قلهک و بعد از سه سال در دبستان امیر اتابک در میدان بهارستان گذراند و همیشه وسوسه ای برای نقاشی کردن داشت. سالهای تحصیل در دبیرستان که رسید به مدرسه البرز رفت. در خانواده تحصیل امر واجبی قلمداد می‌شد. فریدون به درس‌های شیمی، فیزیک، تاریخ، جغرافیا و… علاقه ای نداشت و بیشتر به هنر علاقه‌مند بود، ولی نمی‌دانست به چه هنری بیشتر علاقه‌مند است، نقاشی، مجسمه‌سازی، موسیقی، فیلم یا….
هنگامی که پدرش در فرانسه تحصیل می‌کرد ویولنی داشت که آن را با خود به ایران آورد. یک روز فریدون آن را در زیرزمین پیدا کرد و چون نواختن نمی‌دانست با کمک دو مداد روی سیم‌های آن ضرب گرفت. این علاقه بهانه ای برای ابوالحسن خان شد تا فریدون را در هنرستان عالی موسیقی ثبت نام کند. فریدون تحصیل موسیقی را زیر نظر استادان نامداری مثل بامشاد، احمد فروتن، مصطفی پورتراب، تینا ما نتوپل، خود سیف و حشمت سنجری ادامه داد.
در سال ۱۳۳۴ هنگامی‌که کلاس سوم دبیرستان بود، قبل از اینکه هنرستان موسیقی را به پایان برساند برای ادامه تحصیل به اتریش فرستاده شد. در وین یکی از دوستانش به نام لوریس چگنواریان او را به آکادمی موسیقی برد و یک سال پیش پروفسور ادوارد ملکوس به فراگیری ویولن پرداخت. در سال ۱۳۳۹ با مهشید رسوخی دختر همسایه شان در ایران، که در اتریش در رشته بیولوژی تحصیل می‌کرد و تا مقطع دکترا آن را ادامه داد، ازدواج کرد.
فریدون صدیقی تحصیل موسیقی را در اتریش نیز ناتمام رها کرد. پس از ترک آکادمی موسیقی به ساختن مجسمه ای از آنا تومی انسان پرداخت و آن را برای ورود به دانشکده هنرهای زیبا در وین فرستاد. هیئت ژوری بعد از آزمونی که در زمینه طراحی از او گرفتند و نسبت به تعلّق اثر به او اطمینان حاصل کردند او در ما یسترکلاس دانشکده زیر نظر پروفسور هانس آندره ثبت نام نمودند. در طی مدت تحصیل دوازده مجسمه ساخت که در ساختمان سفارت ایران در وین به نمایش گذاشته شدند. تعدادی پیکره به سفارش سفارت ایران در وین و همچنین نیم تنه‌های ابوریحان بیرونی و خواجه نصیر طوسی به مرکز کیهان‌شناسی آمریکا فرستاده شد. به علاوه نیم تنه ابن سینا که آن نیز برای یکی از دانشکده‌های پزشکی استکهلم فرستاده شد.
بعد از پایان تحصیل مجسمه نیم تنه آدولف شرف که بعداً به ریاست جمهوری اتریش رسید را ساخت. ریاست میراث فرهنگی اتریش وقتی کارهای او را دید از او برای مرمت آثار قدیمی دعوت به همکاری کرد. اولین مرمتی که انجام داد، کار روی تابلویی به ابعاد ۴۰ در۷۰ اثر والدمولر نقاش مشهور قرن ۱۸ اتریش بود که اتمسفر جنگل‌های وین را داشت و خانمی را نشسته روی یک نیمکت نشان می‌داد، چشم راست زن آسیب دیده بود و چشم چپ او رنگ آبی خاصّی داشت که هر کاری کرد موفق به ساخت آن نشد و آخر سر هر دو را با رنگی که خود ساخته بود رنگ آمیزی کرد و مورد استقبال قرار گرفت. در مرمت حدود ۲۹ کلیسا و تعدادی پیکره مشارکت داشت، از جمله یک کلیسای قدیمی متعلّق به قرن ۱۷ که در جنگ جهانی دوم از بین رفته بود و از روی عکسی که از آن باقی مانده بود با چوب گردو آن را بازسازی کرد که از آن کار بسیار تقدیر شد.
در مدتی که در میراث فرهنگی اتریش بود نامه ای از طرف پروفسور آمبروزی به دستش رسید که در آن ذکر شده بود ”شنیده‌ام پسرابوالحسن خان صدیقی که در ایتالیا مجسمه‌های نادر شاه و فردوسی را در دست اجرا دارد آنجاست” و خواسته بود تا با خواهر ایشان تماس بگیرد زیرا خود وی کرولال بود. قراری گذاشته شد و فریدون یک روز به سراغش رفت، مردی چهارشانه و قوی هیکل بود و از فریدون خواست روی تکه سنگ مرمری از کارارا چهره ای برای او بتراشد. قدری که کار کرد قلم و چکش را از او گرفت و از او خواست از فردای همان روز کار در نزد وی را شروع کند. این همکاری تا ۱۳۴۹ که در اتریش بود ادامه یافت. در کنار همکاری با پروفسور آمبروزی تعداد ۱۷ مجسمه نیز از شخصیت‌های مختلف ساخت، از جمله ابوریحان، ابن سینا، خواجه نصیرالدین طوسی، کمال الملک، دانته، چهره ای از یک کنتس برای مقبره او و نقش برجسته ای از پدرش، چندی نیز در رم با پدرش همکاری می‌کرد.
در سال ۱۳۴۹ فریدون و همسرش به همراه دو پسرشان شهاب و رامین به تهران آمدند و در خانه پدری در یوسف آباد اقامت گزیدند. یک ماه بعد نخستین قرارداد خود را برای تکمیل بنای مقبره فردوسی در طوس با انجمن آثارملی بست. چهار قطعه نقوش تمام برجسته که عرض هر کدام ۲ متر وطول آنها نزدیک به ۵ متر می‌رسید و موضوع آنها صحنه‌هایی ازشاهنامه بود. وی در کمتر از یک سال تندیس‌ها را در آتلیهٔ ابوالحسن خان صدیقی در تهران ساخت (زال و سیمرغ، سه بخش هفت‌خوان رستم، رستم و شاه مازندران، رستم و اسفندیار، ضحاک و خسرو انوشیروان) که این تندیس‌ها بر اساس سه بخش بودن شاهنامه است (اسطوره‌ای، پهلوانی، تاریخی). با وقوع انقلاب و تا چند سالی پس از آن کمتر سفارشی برای ساخت پیکره وجود داشت. در سال ۱۳۶۴ از سوی بنیاد مستضعفان دعوت شد تا آثار دفینه را مرمت یا بازسازی کند و بعد مرمت کلیه کارهای پدرش از جمله پیکره خیام در پارک لاله، مجسمه فردوسی در میدان فردوسی، مجسمه امیرکبیر در دارالفنون و کتابخانه و مرکز اسناد مجلس شورای اسلامی، ساخت نیم تنه‌هایی از مشاهیر همچون علی اکبر دهخدا، یوسف اعتصامی (پدر پروین اعتصامی)، محیط طباطبایی و ارباب کیخسرو شاهرخ را به او سفارش دادند.
در سال ۱۳۸۳ از طرف سازمان زیباسازی شهر تهران سفارش ساخت نیم تنه ای از سنگ مصنوعی از پدرش دریافت کرد که در دانشکده هنرهای زیبای دانشگاه تهران نصب گردید. از فعالیت‌های دیگر فریدون صدیقی می‌توان به مجسمه سید جمال الدین اسدآبادی و کمال الملک اشاره کرد. از سوی شهرداری نیز پیشنهاد ساخت مجسمه ای از دانته برای پارک گفتگو دریافت کرد و در حالی که کار به مراحل پایانی خود رسیده بود به بهانه این که یک پیکر ساز ایتالیایی پیکره دانته را به پارک گفتگو اهدا کرد، آن قرارداد را به‌صورت یکطرفه لغو کردند.
فریدون صدیقی در ۱۵ اردیبهشت ۱۳۹۹ به علت ایست قلبی درگذشت.